# Bragg City
Bragg City é uma cidade  localizada no estado americano de Missouri, no Condado de Pemiscot.

## Demografia
Segundo o censo americano de 2000, a sua população era de 189 habitantes. 
Em 2006, foi estimada uma população de 186, um decréscimo de 3 (-1.6%).

## Geografia
De acordo com o United States Census Bureau tem uma área de 
0,5 km², dos quais 0,5 km² cobertos por terra e 0,0 km² cobertos por água. Bragg City localiza-se a aproximadamente 79 m acima do nível do mar.

## Localidades na vizinhança
O diagrama seguinte representa as localidades num raio de 16 km ao redor de Bragg City. 